# الیزابت رم
الیزابت رُم (انگلیسی: Elisabeth Röhm؛ زادهٔ ۲۸ آوریل ۱۹۷۳) یک هنرپیشه اهل ایالات متحده آمریکا است. وی از سال ۱۹۹۷ میلادی تاکنون مشغول فعالیت بوده‌است.

## زندگی‌نامه
او متولد دوسلدورف در آلمان غربی است، اما قبل از سن یک سالگی، به همراه خانواده‌اش، به آمریکا مهاجرت کردند و در نیویورک سکنا گزیدند. او دانش‌آموختهٔ کالج سارا لارنس در رشتهٔ «نویسندگی» و «تاریخ اروپا» است. پدرش وکیل و مادرش فیلم‌نامه‌نویس است.

## گزیدهٔ آثار

### سینما
- قبایل پالوس وردس (۲۰۱۷)
- حقه‌بازی آمریکایی (۲۰۱۳)
- آدم‌ربایی (۲۰۱۱)
- پدر هم‌خون (۲۰۱۰)
- دختر شایسته اخلاق ۲ (۲۰۰۵)
- هری ساختارشکن (۱۹۹۷)

### تلویزیون
- سی‌اس‌آی: میامی (۲۰۱۲)
- قهرمان‌ها (۲۰۱۰–۲۰۰۹)
- بورلی هیلز ۹۰۲۱۰ (۲۰۰۹)
- منتالیست (۲۰۰۸)
- قانون و نظم (۲۰۰۵–۲۰۰۱)
- آنجل (۲۰۰۱–۱۹۹۹)